# 11050 Messiaen
(11050) Messiaen, denumire internațională (11050) Messiaën, este un asteroid din centura principală de asteroizi.

## Descriere
11050 Messiaen este un asteroid din centura principală de asteroizi. A fost descoperit pe 13 octombrie 1990 la Tautenburg de Freimut Börngen și Lutz Dieter Schmadel. Asteroidul prezintă o orbită caracterizată de o semiaxă mare de 2,97 ua, o excentricitate de 0,10 și o înclinație de 9,1° în raport cu ecliptica.